# Mayetiola moliniae
Mayetiola moliniae är en tvåvingeart som först beskrevs av Ewald Rübsaamen 1895.  Mayetiola moliniae ingår i släktet Mayetiola och familjen gallmyggor. Inga underarter finns listade i Catalogue of Life.